# كريستوف هينكل
كريستوف هينكل (بالألمانية: Christoph Henkel)‏ هو شخصية أعمال ألماني، ولد في 11 فبراير 1958 في دوسلدورف في ألمانيا.